# Leichtathletik-Länderkampf der Männer 1973 Niederlande – BR Deutschland – Belgien
| 18. Leichtathletik-Länderkampf mit bundesdeutscher Beteiligung 1973 | 18. Leichtathletik-Länderkampf mit bundesdeutscher Beteiligung 1973 |
| ------------------------------------------------------------------- | ------------------------------------------------------------------- |
|                                                                     |                                                                     |
| Ländervergleich der Männer: Niederlande – BR Deutschland – Belgien  |                                                                     |
| Austragungsort                                                      | Kerkrade                                                            |
| Wettbewerbe                                                         | 20                                                                  |
| Datum                                                               | 28. Juli                                                            |
| 1. FRG 2. BEL 3. NLD                                                | 187,5 Punkte 137,0 Punkte 096,5 Punkte                              |
| Chronik                                                             |                                                                     |
| ← FRG-USA/FRG-SUI (F)                                               | FRG-FRA (M) →                                                       |

Im achtzehnten Vergleich des Länderkampfjahres 1973 stand wieder ein Länderkampf gegen zwei Gegner an. Doch im Gegensatz zur vorangegangenen Veranstaltung wurde dieses Aufeinandertreffen der Männer mit den Niederlanden und Belgien in einer gemeinsamen Dreierwertung gestaltet. Nach der Begegnung im Vorjahr trafen sich die drei Länder zum zweiten Mal in dieser Konstellation. 1972 hatte die Bundesrepublik vor Belgien und den Niederlanden gewonnen. Auch in Zweiervergleichen gegen diese Gegner hatte die Bundesrepublik Deutschland immer die Oberhand behalten. In diesem Jahr fand das Ereignis am 28. Juli im niederländischen Kerkrade statt.

## Wettbewerbe und Modus
Auf dem Programm standen die bei Länderkämpfen üblichen zwanzig Disziplinen. Aus dem olympischen Wettbewerbskatalog fehlten nur der Marathonlauf, die beiden Gehdisziplinen und der Zehnkampf. Jedes Team wurde durch zwei Teilnehmer pro Wettbewerb vertreten. Die Wertung erfolgte über folgende Punkteverteilung: 1. Platz: 7 Punkte / 2. Pl.: 5 P. / 3. Pl.: 4 P. / 4. Pl.: 3 P. / … – Staffeln: 1. Pl.: 7 P. / 2. Pl.: 4 P. / 3. Pl.: 2 P.

## Ergebnis
Die bundesdeutsche Mannschaft war mit Teilnehmern aus der zweiten Reihe vertreten. In den Läufen war die Bilanz dieser Begegnung zwischen der Bundesrepublik und Belgien knapp. Das bundesdeutsche Team errang hier vier Siege und teilte sich einen Wettbewerb mit den belgischen Athleten. Die Belgier kamen auf drei Disziplinerfolge und zwei Mal auf geteilte erste Plätze in den Wertungen der Laufwettbewerbe einmal mit der Bundesrepublik und einmal mit den Niederlanden. Die niederländische Mannschaft verbuchte eine Laufwertung für sich und einen geteilten ersten Platz mit Belgien. Von den Staffeln ging eine an die Bundesrepublik und eine an Belgien. Die Sprünge entschieden die bundesdeutschen Sportler ausnahmslos mit Doppelerfolgen für sich. Im Bereich Wurf/Stoß gab es drei bundesdeutsche Siege – allesamt mit Doppelerfolgen – sowie eine geteilte Disziplinwertung mit Belgien. Damit sammelte die Bundesrepublik Deutschland insgesamt 187,5 Punkte und lag deutlich vor Belgien (137,0 Punkte) und den Niederlanden (96,5 Punkte). So gab es dieselbe Ergebnisreihenfolge wie im Vorjahr.

## Legende
Kurze Übersicht zur Bedeutung der Symbolik – so üblicherweise auch in sonstigen Veröffentlichungen verwendet:
| NMH | keine Höhe (No Mark) |

## Resultate

### 100 m
| Platz | Athlet            | Land | Zeit (s) |
| ----- | ----------------- | ---- | -------- |
| 1     | Henk Brouwer      | NLD  | 10,6     |
| 2     | Reinhard Borchert | FRG  | 10,6     |
| 3     | Bert de Jager     | NLD  | 10,7     |
| 4     | Günter Wessing    | FRG  | 10,7     |
| 5     | Lambert Micha     | BEL  | 10,7     |
| 6     | Fieddy Geeroms    | BEL  | 10,7     |

### 200 m
| Platz | Athlet              | Land | Zeit (s) |
| ----- | ------------------- | ---- | -------- |
| 1     | Alfons Brydenbach   | BEL  | 21,3     |
| 2     | Bert de Jager       | NLD  | 21,5     |
| 3     | Lambert Micha       | BEL  | 21,7     |
| 4     | Heinz-Werner Arnold | FRG  | 21,7     |
| 5     | Henk Brouwer        | NLD  | 22,0     |
| 6     | Jürgen Uschmann     | FRG  | 22,1     |

### 400 m
| Platz | Athlet                | Land | Zeit (s) |
| ----- | --------------------- | ---- | -------- |
| 1     | Günter Karge          | FRG  | 47,1     |
| 2     | Wolfgang Druschky     | FRG  | 47,2     |
| 3     | Toine van de Goolberg | NLD  | 47,4     |
| 4     | Gabriel De Geyter     | BEL  | 48,4     |
| 5     | Romain Roels          | BEL  | 48,6     |
| 6     | Mike Drenth           | NLD  | 48,7     |

### 800 m
| Platz | Athlet             | Land | Zeit (min) |
| ----- | ------------------ | ---- | ---------- |
| 1     | Reiner Burmester   | FRG  | 1:49,3     |
| 2     | Eric Reyckart      | BEL  | 1:50,2     |
| 3     | Ulrich Reich       | FRG  | 1:50,3     |
| 4     | Robert Hoofd       | BEL  | 1:50,3     |
| 5     | Rijn van de Heuvel | NLD  | 1:51,2     |
| 6     | Bob Boverman       | NLD  | 1:55,3     |

### 1500 m
| Platz | Athlet           | Land | Zeit (min) |
| ----- | ---------------- | ---- | ---------- |
| 1     | Herman Mignon    | BEL  | 3:43,6     |
| 2     | André Dehertoghe | BEL  | 3:44,5     |
| 3     | Haico Scharn     | NLD  | 3:44,6     |
| 4     | Ingo Sensburg    | FRG  | 3:46,4     |
| 5     | Rolf Storr       | FRG  | 3:46,5     |
| 6     | Jan Gerrits      | NLD  | 3:47,4     |

### 5000 m
| Platz | Athlet          | Land | Zeit (min) |
| ----- | --------------- | ---- | ---------- |
| 1     | Gaston Roelants | BEL  | 14:02,4    |
| 2     | Leon Schots     | BEL  | 14:02,6    |
| 3     | Willi Wagner    | FRG  | 14:22,2    |
| 4     | Christoph Engel | FRG  | 14:27,8    |
| 5     | Theo Geutjes    | NLD  | 14:36,2    |
| 6     | Piet Vonck      | NLD  | 14:49,4    |

### 10.000 m
| Platz | Athlet          | Land | Zeit (min) |
| ----- | --------------- | ---- | ---------- |
| 1     | Jos Hermens     | NLD  | 29:13,0    |
| 2     | Willy Polleunis | BEL  | 29:15,0    |
| 3     | Wolfgang Krüger | FRG  | 29:29,8    |
| 4     | Karel Lismont   | BEL  | 29:38,4    |
| 5     | Helmut Schu     | FRG  | 30:28,4    |
| 6     | Henk Kalf       | NLD  | 30:38,6    |

### 110 m Hürden
| Platz | Athlet           | Land | Zeit (s) |
| ----- | ---------------- | ---- | -------- |
| 1     | Werner Eikmeier  | FRG  | 14,2     |
| 2     | Jürgen Schimmel  | FRG  | 14,3     |
| 3     | Hans Smeman      | NLD  | 14,8     |
| 4     | Marc Van Alstein | BEL  | 14,9     |
| 5     | Roel Keus        | NLD  | 15,0     |
| 6     | Claude Haspe     | BEL  | 15,1     |

### 400 m Hürden
| Platz | Athlet           | Land | Zeit (s) |
| ----- | ---------------- | ---- | -------- |
| 1     | Georg Nückles    | FRG  | 51,1     |
| 2     | Frank Nusse      | NLD  | 51,1     |
| 3     | Wim Braaksma     | NLD  | 52,7     |
| 4     | Fritz Tille      | FRG  | 53,7     |
| 5     | René Ravets      | BEL  | 54,3     |
| 6     | Régis Ghesquière | BEL  | 55,0     |

### 3000 m Hindernis
| Platz | Athlet          | Land | Zeit (min) |
| ----- | --------------- | ---- | ---------- |
| 1     | Gerd Frähmcke   | FRG  | 8:40,2     |
| 2     | Paul Thys       | BEL  | 8:42,0     |
| 3     | Roelof Veld     | NLD  | 8:48,6     |
| 4     | Herbert Leyens  | BEL  | 8:48,8     |
| 5     | Cor Vriend      | NLD  | 8:53,2     |
| 6     | Karl-Heinz Betz | FRG  | 9:10,0     |

### 4 × 100 m Staffel
| Platz | Besetzung      | Land                                                                | Zeit (s) |
| ----- | -------------- | ------------------------------------------------------------------- | -------- |
| 1     | BR Deutschland | Günter Wessing Klaus-Dieter Bieler Dieter Steinmann Heinz Rienecker | 40,8     |
| 2     | Belgien        | Lambert Micha Fieddy Geeroms Philippe Housiaux Guy Stas             | 41,2     |
| 3     | Niederlande    | Coen Jansen Henk Brouwer Louis Spek Bert de Jager                   | 41,5     |

### 4 × 400 m Staffel
| Platz | Besetzung      | Land                                                        | Zeit (min) |
| ----- | -------------- | ----------------------------------------------------------- | ---------- |
| 1     | Belgien        | Thees Romain Roels Willy Vandenwijngaerden Gabriel Degeyter | 3:12,7     |
| 2     | BR Deutschland | Manfred Adam Siegfried Götz Günter Karge Rainer Boyé        | 3:12,8     |
| 3     | Niederlande    | Toine van de Goolberg Mike Drenth Frank Nusse Ton Jilissen  | 3:16,0     |

### Hochsprung
| Platz | Athlet         | Land | Höhe (m) |
| ----- | -------------- | ---- | -------- |
| 1     | Martin Kemmer  | FRG  | 2,12     |
| 2     | Walter Boller  | FRG  | 2,06     |
| 3     | Guy Moreau     | BEL  | 2,06     |
| 4     | Paul De Freier | BEL  | 2,00     |
| 5     | Johan Bode     | NLD  | 2,00     |
| 6     | John Edens     | NLD  | 1,95     |

### Stabhochsprung
| Platz | Athlet           | Land | Höhe (m)                                |
| ----- | ---------------- | ---- | --------------------------------------- |
| 1     | Günther Lohre    | FRG  | 4,80                                    |
| 2     | Willi Schunk     | FRG  | 4,70                                    |
| 3     | Robert Jacqmain  | BEL  | 4,40                                    |
| 4     | Ed de Noorlander | NLD  | 4,30                                    |
| 5     | Fred Schrijnders | NLD  | 4,20                                    |
| NMH   | Émile Dewil      | BEL  | an der Anfangshöhe (3,80 m) gescheitert |

### Weitsprung
| Platz | Athlet             | Land | Weite (m) |
| ----- | ------------------ | ---- | --------- |
| 1     | Dieter Steinmann   | FRG  | 7,58      |
| 2     | Hans-Jürgen Berger | FRG  | 7,45      |
| 3     | Yves Theissen      | BEL  | 7,40      |
| 4     | Philippe Housiaux  | BEL  | 7,07      |
| 5     | Eltjo Schutter     | NLD  | 7,05      |
| 6     | Jan Drent          | NLD  | 7,03      |

### Dreisprung
| Platz | Athlet          | Land | Weite (m) |
| ----- | --------------- | ---- | --------- |
| 1     | Joachim Kugler  | FRG  | 15,59     |
| 2     | Bernd Becker    | FRG  | 15,43     |
| 3     | Luc Carlier     | BEL  | 14,95     |
| 4     | Paul Henry      | BEL  | 14,81     |
| 5     | Max van de Does | NLD  | 14,54     |
| 6     | J. W. Booyman   | NLD  | 13,92     |

### Kugelstoßen
| Platz | Athlet             | Land | Weite (m) |
| ----- | ------------------ | ---- | --------- |
| 1     | Gerhard Steines    | FRG  | 19,58     |
| 2     | Ferdinand Schladen | FRG  | 18,99     |
| 3     | Georges Schroeder  | BEL  | 17,07     |
| 4     | Bertrand De Decker | BEL  | 15,87     |
| 5     | Bob Hermans        | NLD  | 15,05     |
| 6     | Wim de Graaff      | NLD  | 14,75     |

### Diskuswurf
| Platz | Athlet            | Land | Weite (m) |
| ----- | ----------------- | ---- | --------- |
| 1     | Hein-Direck Neu   | FRG  | 61,14     |
| 2     | Alwin Wagner      | FRG  | 57,26     |
| 3     | Georges Schroeder | BEL  | 55,68     |
| 4     | Harry Zitzen      | NLD  | 54,58     |
| 5     | Robert Van Schoor | BEL  | 51,54     |
| 6     | Bob Hermans       | NLD  | 50,10     |

### Hammerwurf
| Platz | Athlet          | Land | Weite (m) |
| ----- | --------------- | ---- | --------- |
| 1     | Peter Rieck     | FRG  | 67,90     |
| 2     | Manfred Hüning  | FRG  | 61,20     |
| 3     | Jacques Mortier | BEL  | 57,00     |
| 4     | Carel ter Horst | NLD  | 50,60     |
| 5     | Hans van Roon   | NLD  | 49,70     |
| 6     | Luc Ladang      | BEL  | 49,00     |

### Speerwurf
| Platz | Athlet          | Land | Weite (m) |
| ----- | --------------- | ---- | --------- |
| 1     | Lode Wijns      | BEL  | 74,40     |
| 2     | Reinhard Lange  | FRG  | 74,16     |
| 3     | Elmar Tappe     | FRG  | 70,94     |
| 4     | Mat Simons      | NLD  | 62,24     |
| 5     | Luc Carlier     | BEL  | 61,60     |
| 6     | Wim van Abcoude | NLD  | 59,30     |